# أندريا ترينشيري
أندريا ترينشيري (بالإيطالية: Andrea Trinchieri) مواليد 6 أغسطس 1968 في ميلانو، هو مدرب كرة سلة إيطالي ولاعب سابق. يدرب بروس باسكتس في الدوري الألماني لكرة السلة.

## الإنجازات
- الدوري الإيطالي لكرة السلة الدرجة الثانية مدرب العام في 2009
- كأس السوبر الإيطالية لكرة السلة : (2012)
- كأس روسيا لكرة السلة : (2013–14)
- 2الدوري الألماني لكرة السلة 2014–15، 2015–16